# Euphorbia bracteata
Venenillo, planta zapatilla, candelilla (Euphorbia bracteata) es una especie fanerógama perteneciente a la familia Euphorbiaceae. Es endémica de México.

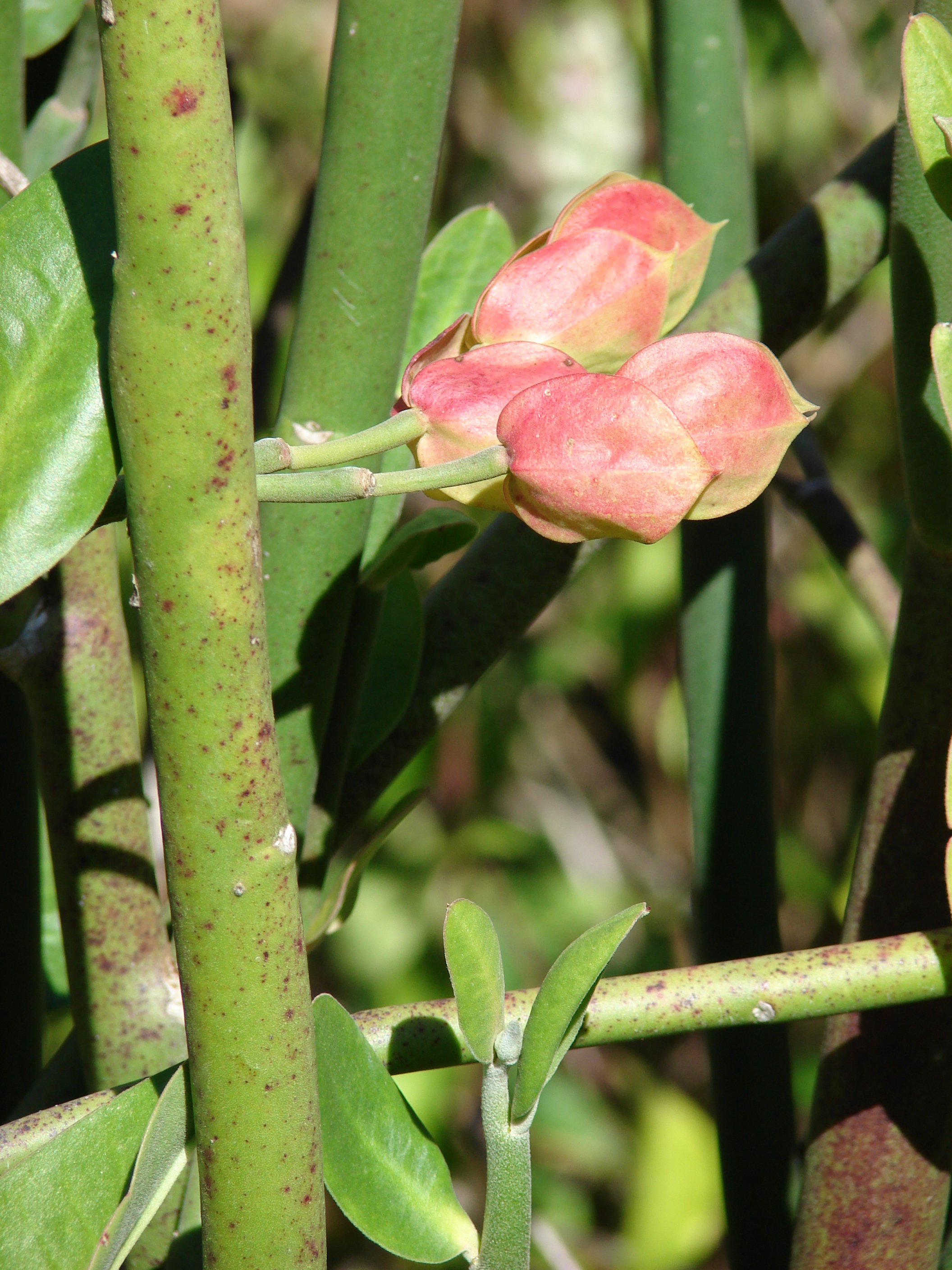

## Descripción
Es un arbusto perenne con las flores de color rojo en racimos terminales.

## Taxonomía
Euphorbia bracteata fue descrita por Nikolaus Joseph von Jacquin y publicado en Plantarum Rariorum Horti Caesarei Schoenbrunnensis 3: 14, t. 276. 1798.
Etimología
Euphorbia: nombre genérico que deriva del médico griego del rey Juba II de Mauritania (52 a 50 a. C. - 23), Euphorbus, en su honor – o en alusión a su gran vientre – ya que usaba médicamente Euphorbia resinifera. En 1753 Carlos Linneo asignó el nombre a todo el género.
bracteata: epíteto latino que significa "con brácteas".
Sinonimia
- Diadenaria articulata Klotzsch & Garcke
- Diadenaria involucrata Klotzsch & Garcke
- Diadenaria pavonis Klotzsch & Garcke
- Pedilanthus articulatus (Klotzsch & Garcke) Boiss.
- Pedilanthus bracteatus (Jacq.) Boiss.
- Pedilanthus greggii Millsp.
- Pedilanthus involucratus (Klotzsch & Garcke) Boiss.
- Pedilanthus olsson-sefferi Millsp.
- Pedilanthus pavonis (Klotzsch & Garcke) Boiss.
- Pedilanthus rubescens Brandegee
- Pedilanthus spectabilis Rob.
- Tithymalodes articulatum (Klotzsch & Garcke) Kuntze
- Tithymalodes bracteatum (Jacq.) Kuntze
- Tithymalodes involucratum (Klotzsch & Garcke) Kuntze
- Tithymalodes pavonis (Klotzsch & Garcke) Kuntze
- Tithymalus aztecus Croizat
- Tithymalus bracteatus (Jacq.) Haw.
- Tithymalus eochlorus Croizat
- Tithymalus greggii (Millsp.) Croizat
- Tithymalus olsson-sefferi (Millsp.) Croizat
- Tithymalus spectabilis (Rob.) Croizat
- Tithymalus subpavonianus Croizat
- Ventenatia bracteata (Jacq.) Tratt.[4][5]